# Peveril Castle
Peveril Castle is een ruïne en beschermd monument in Castleton in het noordwesten van het graafschap Derbyshire, gebouwd door William Peveril ten tijde van de Normandische periode in de late 11de eeuw. Het kasteel kwam reeds in de 16de eeuw in verval, al werd het nadien nog wel als lokale rechtbank gebruikt. Niettegenstaande zijn functie als verdedigingsbolwerk werd Peveril Castle nooit belegerd. De restanten worden, als toeristische attractie in het Peak District, door English Heritage beheerd. Peveril Castle werd tevens bekend door de roman Peveril of the Peak van Walter Scott, die zich evenwel niet om het kasteel afspeelt.

## Ligging
Peveril Castle bevindt zich op een heuvel ten zuiden van Castleton in de vallei Hope Valley. Het stadje Castleton dankt zijn naam aan het kasteel: het bevond zich eertijds op een handelsroute tussen Derbyshire en Cheshire, die vergemakkelijkt werd door de ligging tussen de heuvels. Ten noordwesten bevindt zich de heuvel Mam Tor met een prehistorisch fort en ten noorden en noordwesten liggen de heuvels Back Tor en Lose Hill. Het dorpje Hope, dat ten oosten van Castleton ligt, werd reeds in de vroege Normandische periode met een aarden wal verstevigd, maar Peveril Castle nam de rol van dominante vesting in de streek algauw van Hope over.

## Geschiedenis

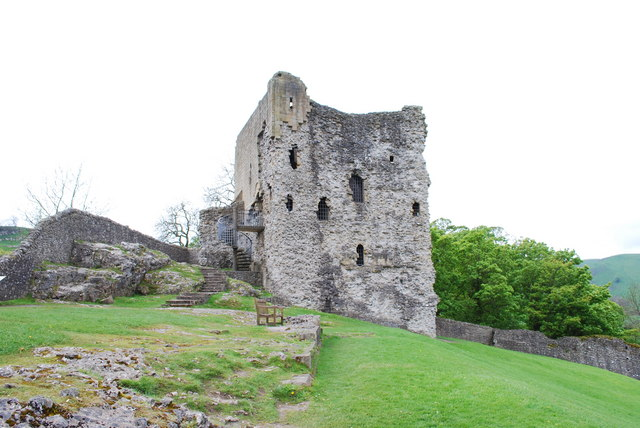
De donjon anno 2009

Het voornaamste belang van Peveril Castle school in zijn strategische ligging te midden van een heuvelachtige regio die potentieel voor mijnontginning bood. William Peveril, de stichter van het kasteel, bezat omstreeks 1070 meerdere landerijen in Derbyshire en Nottinghamshire, die hem door Willem de Veroveraar geschonken werden als onderdeel van diens politiek om de plaatselijke Angelsaksische adel door Normandische baronnen te vervangen. Een vermelding in het Domesday Book uit 1086 gewaagt van Pechesers, zijnde de ‘aars van de pieken’, dat wil zeggen het uiteinde van de vallei die door de heuvels leidt. Het was wellicht in deze periode dat met de bouw van het kasteel een aanvang werd genomen: de oudste restanten bestaan uit metselwerk in een visgraatpatroon dat waarschijnlijk uit de periode na 1086 dateert. In deze periode was William Peveril toezichthouder over de mijnen rond Peveril Castle, Bakewell, Hope en Ashford in the Water.
In het jaar 1100 besteeg Willem II de troon. Peveril, die nog steeds in leven was, werd hierop officieel eigenaar van de landerijen in Noord-Derbyshire, hetgeen tot het ontstaan van een zelfstandige baronie in deze streek leidde. De vroegste vermelding van Castleton dateert uit 1196, maar uit de heerschappij van vader en zoon Peveril in de 11de eeuw valt af te leiden dat het kasteel een machtscentrum in het Peak District was, waaromheen het stadje Castleton zich langzamerhand ontwikkelde, ook nadat het kasteel in verval was gekomen.
William Peveril II oefende ruim veertig jaar lang de macht over het Peak District uit, maar stond zwakker in zijn schoenen dan zijn vader. Tijdens de regering van Koning Stefaan koos hij de verkeerde zijde. Ranulf de Gernon, de 4de earl van Chester, beschuldigde Peveril ervan dat hij hem zou hebben pogen te vergiftigen. Doordat hij ten tijde van Koning Stefaan aan de verkeerde kant had gestaan, genoot Peveril junior geen goede verstandhouding met Hendrik II. Anno 1155 dagvaardde Hendrik II hem om zich te verweren tegen beschuldigingen van plunderingen en machtsmisbruik. Aangezien de earl van Chester op dat moment evenwel reeds overleden was, maakte de koning van de gelegenheid gebruik om Peveril Castle simpelweg te confisqueren. Daarmee werd niet enkel de koninklijke macht over Derbyshire en Yorkshire uitgebreid, maar kreeg de vorst tevens de beschikking over het bos van de Piek, een uitgebreid foreest dat tot medio 16de eeuw als jachtterrein voor herten dienstdeed. De vorst bezocht het kasteel in 1157, 1158 en 1164, met de bedoeling zijn macht in het noorden van Engeland verder te vestigen. Bij zijn eerste bezoek ontmoette Hendrik tevens Malcolm IV van Schotland in het kasteel.

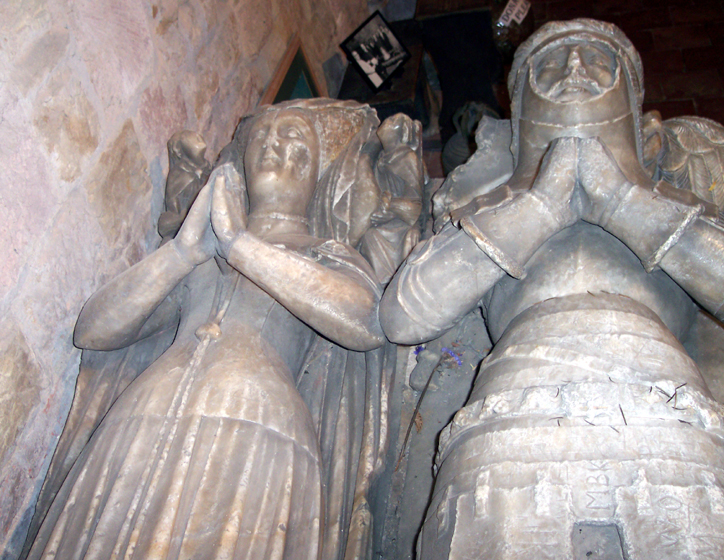
Graftomben van Margaret Peveril en Robert Ferrers

De toenmalige earl van Derby, Robert Ferrers, was gehuwd met Margaret Peveril en nam geen genoegen met het feit dat hij door toedoen van de machtsovername door Hendrik II geen aanspraak op de landerijen in het Peak District meer kon maken. In de jaren 70 van de 12de eeuw kwam het tot een opstand van de plaatselijke baronnen tegen Koning Hendrik: William Ferrers, zoon van Robert, poogde de macht over de regio te heroveren. Dit vormde het signaal voor Hendrik II om een aanzienlijke legermacht onder leiding van twintig ridders in de streek te stationeren teneinde de revolte neer te slaan. Peveril Castle werd zodoende, tezamen met het oude Bolsover Castle en Nottingham Castle, militair versterkt en uitgebreid.
Anno 1189 schonk Richard Leeuwenhart Peveril Castle aan zijn broer, Jan zonder Land. William Ferrers zag zijn kans schoon, het kasteel opnieuw in zijn bezit te krijgen toen Koning Jan in 1199 de nieuwe koning was geworden en algauw in geldnood verkeerde. Tegen betaling van 2000 mark werd Ferrers tot heer van de Piek benoemd, zij het zonder de kastelen Peveril en Bolsover.
Toen in 1216 burgeroorlog was uitgebroken, had Koning Jan geen andere keuze dan Peveril Castle, in ruil voor zijn steun, aan William Ferrers toe te zeggen. Laatstgenoemde kreeg tevens de toestemming, het kasteel met geweld in te nemen toen de kastelein, Brian de Lisle, het weigerde te overhandigen. Datzelfde jaar overleed Koning Jan, en de jonge Hendrik III was nog minderjarig. Ferrers belegerde Peveril Castle net zo lang totdat de kastelein de burcht vrijwillig opgaf en hield ze in bezit totdat hij anno 1223 door de nieuwe koning werd buitengewerkt.
In de loop van de 13de eeuw, onder Hendrik III en Eduard I, werd het kasteel uitgebreid met een nieuwe hal, privévertrekken en een uitkijktoren. Peveril Castle leed nooit zware schade door toedoen van militaire operaties, maar het kasteel was een belangrijk bolwerk in een afgelegen uithoek van het koninkrijk, dat als bevoorradingscentrum voor de grensregio’s in Noord-Engeland kon dienen. Tegen het jaar 1300 waren alle bouwwerken voltooid.

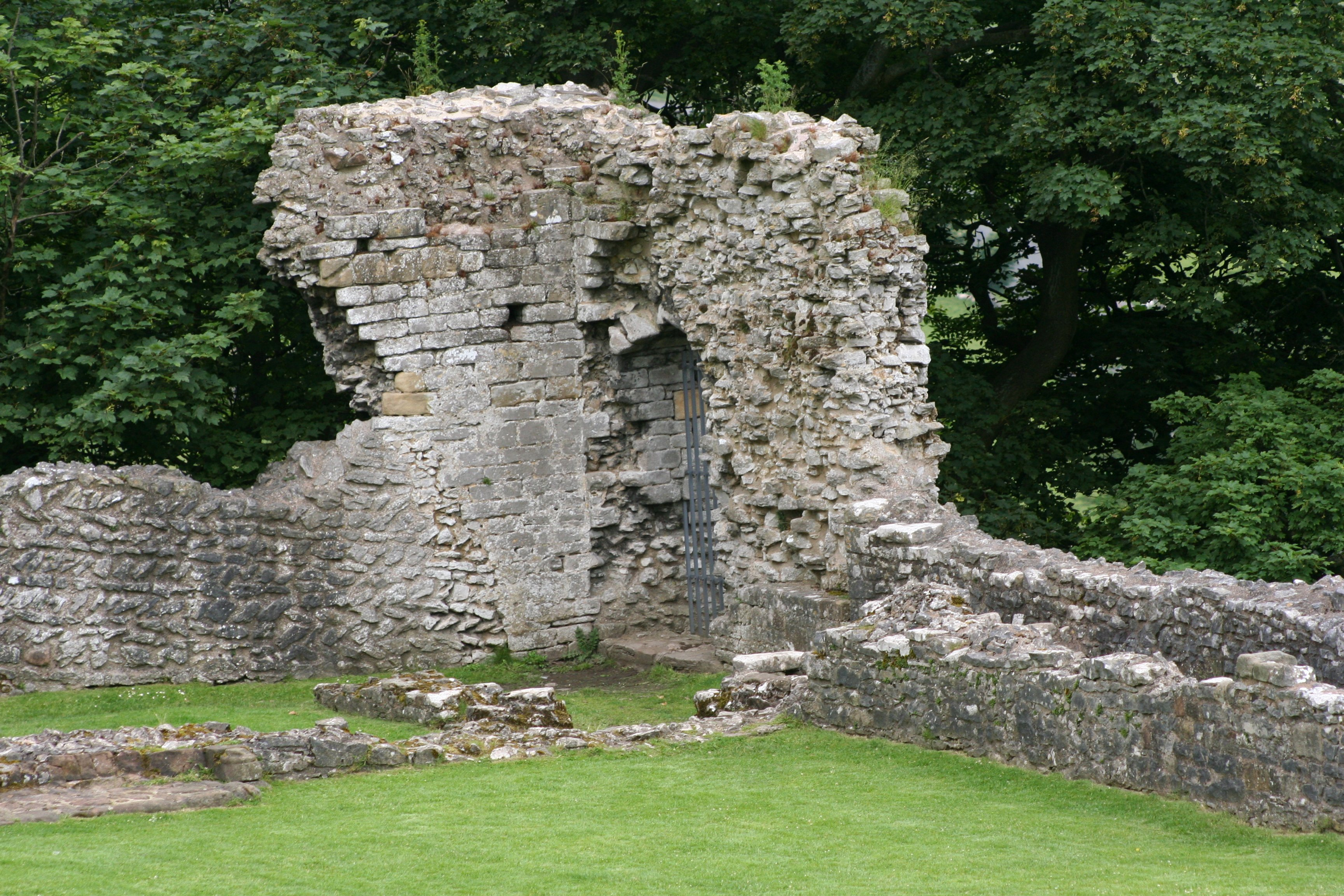
Overblijfselen van de nieuwe hal anno 2007

Robert Ferrers bezette het kasteel anno 1264, in een laatste poging het opnieuw in handen van de earls van Derby te krijgen. Hij werd evenwel verdreven door Simon V van Montfort, de 6de earl van Leicester, die op zijn beurt in 1265 sneuvelde in de slag bij Evesham. Hierop kwam het kasteel wederom in het bezit van de kroon; ingeval Koning Edward zou sterven, was voorzien dat het het eigendom van de koningin zou worden, Eleonora van Castilië.
Anno 1331 werd Filippa van Henegouwen kasteeldame van Peveril Castle, dat een geschenk van haar echtgenoot Eduard III was. Het was tevens nog enige tijd eigendom van John de Warenne. Uiteindelijk ruilde de zoon van Edward III, Jan van Gent, anno 1372 zijn titel van earl van Richmond in voor de heerschappij over de Pieken, inclusief het kasteel.
In de late 14de eeuw zette het verval van Peveril Castle in: kasteelheer Jan van Gent zag weinig heil in het onderhouden van deze afgelegen burcht en liet haar gedeeltelijk ontmantelen, onder andere om met het materiaal Pontefract Castle verder te verstevigen. De teloorgang zette zich door gedurende de 15de en 16de eeuw: er werden nog enkele administratieve functies vanuit Peveril uitgevoerd, waaronder het houden van rechtszittingen, maar tegen het jaar 1600 was het kasteel onherroepelijk tot een ruïne verworden.
Met de opkomst van de romantische beweging en de wasdom van het toerisme in het Peak District werd Peveril Castle geleidelijk aan een bestemming voor diverse uitstapjes, al duurde het nog tot eind 19de eeuw vooraleer ernstig archeologisch onderzoek op de site werd verricht. Weinig gestructureerde renovatiewerkzaamheden onder leiding van de hertogen van Lancaster gedurende de 19de eeuw hebben ervoor gezorgd dat niet alle stenen zich op hun oorspronkelijke plaats bevinden; in 1932 werd de ruïne onder de hoede van het Office of Works geplaatst, de voorloper van English Heritage, onder welks verantwoordelijkheid Peveril Castle sedert 1984 ressorteert.

## Overblijfselen

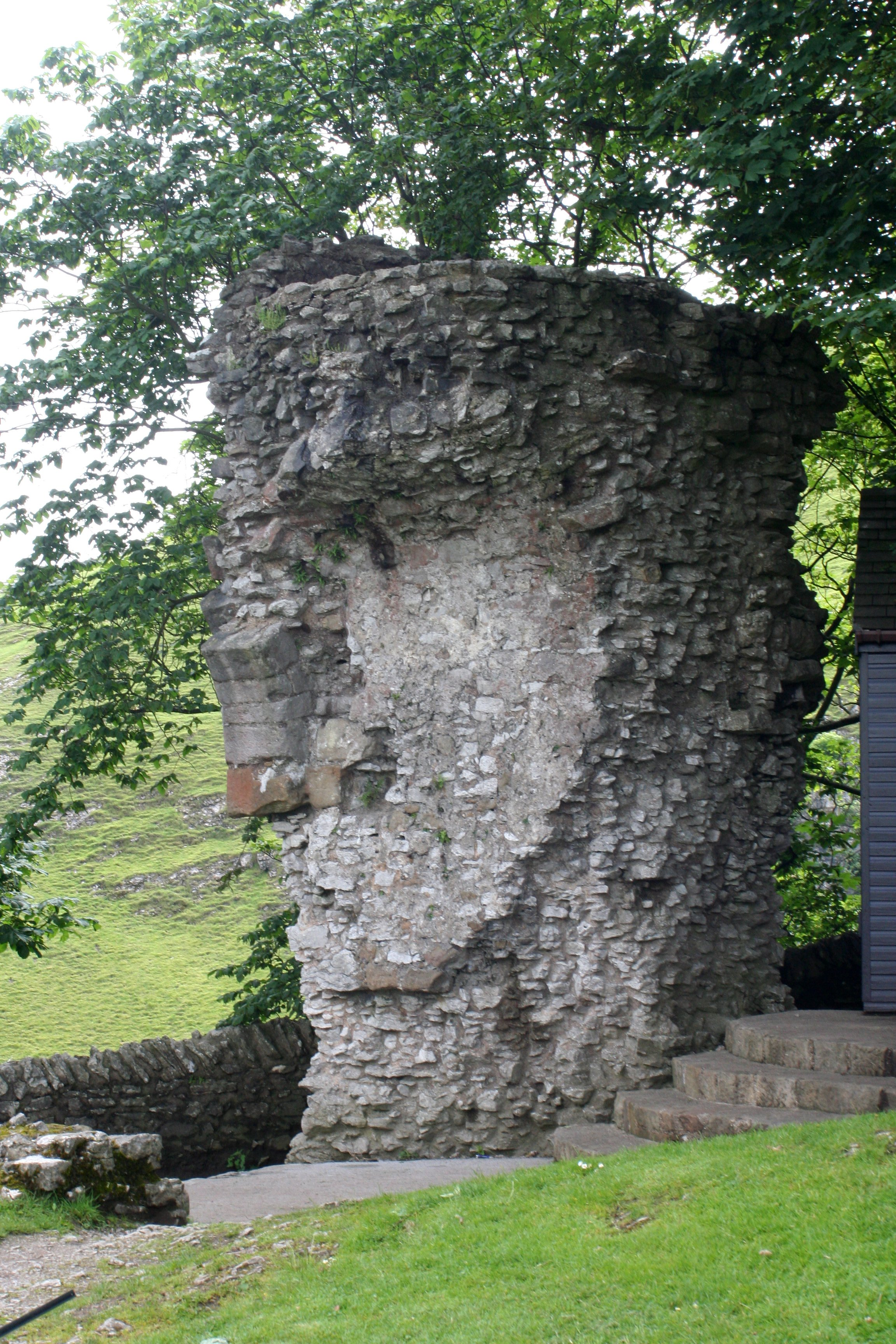
Restant van de toegangspoort

De donjon is het prominentste restant van Peveril Castle en torent hoog boven op de heuvel. Hij dateert uit de late 12de eeuw en bezit nog twee verdiepingen. De overige gebouwen op het terrein zijn grotendeels tot hun fundamenten gereduceerd: in het noordwesten bevinden zich nog de grondslagen van de nieuwe hal en belendende keuken, beide uit de eerste helft van de 13de eeuw, en het 13de-eeuwse torentje aan de oostzijde en de latrine aan de westkant zijn eveneens nog gedeeltelijk bewaard.
De kapel en de oude hal zijn nagenoeg verdwenen; ten oosten van de donjon liggen nog de trappen die vroeger naar boven leidden. De ingang van het terrein bevond zich in het noordoosten, aangezien dit de enige redelijke manier is om de heuvel te beklimmen; hier staat nog een restant van de toegangspoort.
Peveril Castle is mits betaling toegankelijk voor het publiek via een bezoekerscentrum met een klein museum. Men dient in staat te zijn, een pad langs een steile heuvelwand te beklimmen om de ruïne te bereiken.